# Файет (окръг, Алабама)
Окръг Файет (на английски: Fayette County) е окръг в щата Алабама, Съединени американски щати. Площта му е 1629 km², а населението – 16 321 души (1 април 2020). Административен център е град Файет.